# Protomolgula bythia
Protomolgula bythia är en sjöpungsart som beskrevs av Monniot 1971. Protomolgula bythia ingår i släktet Protomolgula och familjen kulsjöpungar. Inga underarter finns listade i Catalogue of Life.